# Monopsis zeyheri
Monopsis zeyheri là loài thực vật có hoa trong họ Hoa chuông. Loài này được (Sond.) Thulin mô tả khoa học đầu tiên năm 1979.